# نوبوترو یوکی
نوبوترو یوکی (انگلیسی: Nobuteru Yūki؛ زادهٔ ۲۴ دسامبر ۱۹۶۲) تصویرگر، پویانما، و مانگاکا اهل ژاپن است.